# Рампоніо-Верна
Рампоніо-Верна (італ. Ramponio Verna) — муніципалітет в Італії, у регіоні Ломбардія, провінція Комо.
Рампоніо-Верна розташоване на відстані близько 530 км на північний захід від Рима, 60 км на північ від Мілана, 19 км на північ від Комо.
Населення — 451 особа (2014).

## Демографія
Населення за роками:

Станом на 31 грудня 2014 року в муніципалітеті офіційно проживав 21 іноземець з 11 країн, серед них 8 громадян країн Євросоюзу.

## Сусідні муніципалітети
- Клаїно-кон-Остено
- Лаїно
- Ланцо-д'Інтельві
- Пелліо-Інтельві
- Вальсольда